# Japan Open Tennis Championships
El Torneig de Tòquio, conegut actualment com a Rakuten Open Tennis Championships i oficialment Japan Open Tennis Championships, és un torneig de tennis professional que es disputa anualment sobre pista dura Tòquio (Japó). Tradicionalment es disputava a l'Ariake Coliseum, però a partir de 2018 es va traslladar la seu al Musashino Forest Sports Plaza perquè la seu original s'havia de renovar pels Jocs Olímpics d'Estiu de 2020. Pertany a les sèries 500 del circuit ATP masculí.
El torneig es va crear l'any 1972 per categoria masculina i el 1979 es va incorporar la categoria femenina. L'any 2009, amb la reorganització del circuit femení, aquest torneig va desaparèixer per inaugurar-se el torneig d'Osaka.

## Palmarès

### Individual masculí
| Any  | Campió                                            | Finalista                                         | Resultat                                          |
| ---- | ------------------------------------------------- | ------------------------------------------------- | ------------------------------------------------- |
| 2024 | Arthur Fils                                       | Ugo Humbert                                       | 5−7, 7−6(3), 6−3                                  |
| 2023 | Ben Shelton                                       | Aslan Karatsev                                    | 7−5, 6−1                                          |
| 2022 | Taylor Fritz                                      | Frances Tiafoe                                    | 7−6(3), 7−6(2)                                    |
| 2021 | Torneig suspès a causa de la pandèmia de COVID-19 | Torneig suspès a causa de la pandèmia de COVID-19 | Torneig suspès a causa de la pandèmia de COVID-19 |
| 2020 | Torneig suspès a causa de la pandèmia de COVID-19 | Torneig suspès a causa de la pandèmia de COVID-19 | Torneig suspès a causa de la pandèmia de COVID-19 |
| 2019 | Novak Đoković                                     | John Millman                                      | 6−3, 6−2                                          |
| 2018 | Daniïl Medvédev                                   | Kei Nishikori                                     | 6−2, 6−4                                          |
| 2017 | David Goffin                                      | Adrian Mannarino                                  | 6−3, 7−5                                          |
| 2016 | Nick Kyrgios                                      | David Goffin                                      | 4−6, 6−3, 7−5                                     |
| 2015 | Stan Wawrinka                                     | Benoît Paire                                      | 6−2, 6−4                                          |
| 2014 | Kei Nishikori (2)                                 | Milos Raonic                                      | 7−6(5), 4−6, 6−4                                  |
| 2013 | Juan Martín del Potro                             | Milos Raonic                                      | 7−6(5), 7−5                                       |
| 2012 | Kei Nishikori                                     | Milos Raonic                                      | 7−6(5), 3−6, 6−0                                  |
| 2011 | Andy Murray                                       | Rafael Nadal                                      | 3−6, 6−2, 6−0                                     |
| 2010 | Rafael Nadal                                      | Gael Monfils                                      | 6−1, 7−5                                          |
| 2009 | Jo-Wilfried Tsonga                                | Mikhaïl Iujni                                     | 6−3, 6−3                                          |
| 2008 | Tomáš Berdych                                     | Juan Martín del Potro                             | 6−1, 6−4                                          |
| 2007 | David Ferrer                                      | Richard Gasquet                                   | 6−1, 6−2                                          |
| 2006 | Roger Federer                                     | Tim Henman                                        | 6−3, 6−3                                          |
| 2005 | Wesley Moodie                                     | Mario Ančić                                       | 1−6, 7−6(7), 6−4                                  |
| 2004 | Jiří Novák                                        | Taylor Dent                                       | 5−7, 6−1, 6−3                                     |
| 2003 | Rainer Schüttler                                  | Sébastien Grosjean                                | 7−6(5), 6−2                                       |
| 2002 | Kenneth Carlsen                                   | Magnus Norman                                     | 7−6(6), 6−3                                       |
| 2001 | Lleyton Hewitt                                    | Michel Kratochvil                                 | 6−4, 6−2                                          |
| 2000 | Sjeng Schalken                                    | Nicolás Lapentti                                  | 6−4, 3−6, 6−1                                     |
| 1999 | Nicolas Kiefer                                    | Wayne Ferreira                                    | 7−6(5), 7−5                                       |
| 1998 | Andrei Pavel                                      | Byron Black                                       | 6−3, 6−4                                          |
| 1997 | Richard Krajicek                                  | Lionel Roux                                       | 6−2, 3−6, 6−1                                     |
| 1996 | Pete Sampras (3)                                  | Richey Reneberg                                   | 6−4, 7−5                                          |
| 1995 | Jim Courier (2)                                   | Andre Agassi                                      | 6−4, 6−3                                          |
| 1994 | Pete Sampras                                      | Michael Chang                                     | 6−4, 6−2                                          |
| 1993 | Pete Sampras                                      | Brad Gilbert                                      | 6−2, 6−2, 6−2                                     |
| 1992 | Jim Courier                                       | Richard Krajicek                                  | 6−4, 6−4, 7−6                                     |
| 1991 | Stefan Edberg (4)                                 | Ivan Lendl                                        | 6−1, 7−5, 6−0                                     |
| 1990 | Stefan Edberg                                     | Aaron Krickstein                                  | 6−4, 7−5                                          |
| 1989 | Stefan Edberg                                     | Ivan Lendl                                        | 6−3, 2−6, 6−4                                     |
| 1988 | John McEnroe                                      | Stefan Edberg                                     | 6−2, 6−2                                          |
| 1987 | Stefan Edberg                                     | David Pate                                        | 7−6, 6−4                                          |
| 1986 | Ramesh Krishnan                                   | Johan Carlsson                                    | 6−3, 6−1                                          |
| 1985 | Scott Davis                                       | Jimmy Arias                                       | 6−1, 7−6                                          |
| 1984 | David Pate                                        | Terry Moor                                        | 6−3, 7−5                                          |
| 1983 | Eliot Teltscher                                   | Andrés Gómez                                      | 7−5, 3−6, 6−1                                     |
| 1982 | Jimmy Arias                                       | Dominique Bedel                                   | 6−2, 2−6, 6−4                                     |
| 1981 | Balázs Taróczy                                    | Eliot Teltscher                                   | 6−3, 1−6, 7−6                                     |
| 1980 | Ivan Lendl                                        | Eliot Teltscher                                   | 3−6, 6−4, 6−0                                     |
| 1979 | Terry Moor                                        | Pat Du Pré                                        | 3−6, 7−6, 6−2                                     |
| 1978 | Adriano Panatta                                   | Pat Du Pré                                        | 6−3, 6−3                                          |
| 1977 | Manuel Orantes                                    | Kim Warwick                                       | 6−2, 6−1                                          |
| 1976 | Roscoe Tanner                                     | Corrado Barazzutti                                | 6−3, 6−2                                          |
| 1975 | Raúl Ramírez                                      | Manuel Orantes                                    | 6−4, 7−5, 6−3                                     |
| 1974 | Rod Laver                                         | Ken Rosewall                                      | 5−7, 6−2, 6−0                                     |
| 1973 | Ken Rosewall                                      | John Newcombe                                     | 6−1, 6−4                                          |
| 1972 | Toshiro Sakai                                     | Jun Kuki                                          | 6−3, 6−3                                          |

### Individual femení
| Any  | Campiona             | Finalista              | Resultat              |
| ---- | -------------------- | ---------------------- | --------------------- |
| 2008 | Caroline Wozniacki   | Kaia Kanepi            | 6−2, 3−6, 6−1         |
| 2007 | Virginie Razzano     | Venus Williams         | 4−6, 7−6(7), 6−4      |
| 2006 | Marion Bartoli       | Aiko Nakamura          | 2−6, 6−2, 6−2         |
| 2005 | Nicole Vaidišová     | Tatiana Golovin        | 7−6(4), 3−2, retirada |
| 2004 | Maria Xaràpova (2)   | Mashona Washington     | 6−0, 6−1              |
| 2003 | Maria Xaràpova       | Anikó Kapros           | 2−6, 6−2, 7−6(5)      |
| 2002 | Jill Craybas         | Silvija Talaja         | 2−6, 6−4, 6−4         |
| 2001 | Monica Seles         | Tamarine Tanasugarn    | 6−3, 6−2              |
| 2000 | Julie Halard-Decugis | Amy Frazier            | 5−7, 7−5, 6−4         |
| 1999 | Amy Frazier (2)      | Ai Sugiyama            | 6−2, 6−2              |
| 1998 | Ai Sugiyama (2)      | Corina Morariu         | 6−3, 6−3              |
| 1997 | Ai Sugiyama          | Amy Frazier            | 4−6, 6−4, 6−4         |
| 1996 | Kimiko Date (4)      | Amy Frazier            | 7−5, 6−4              |
| 1995 | Amy Frazier          | Kimiko Date            | 7−6, 7−5              |
| 1994 | Kimiko Date          | Amy Frazier            | 7−5, 6−0              |
| 1993 | Kimiko Date          | Stephanie Rottier      | 6−1, 6−3              |
| 1992 | Kimiko Date          | Sabine Appelmans       | 7−5, 3−6, 6−3         |
| 1991 | Lori McNeil          | Sabine Appelmans       | 2−6, 6−2, 6−1         |
| 1990 | Catarina Lindqvist   | Elizabeth Smylie       | 6−3, 6−2              |
| 1989 | Kumiko Okamoto       | Elizabeth Smylie       | 6−4, 6−2              |
| 1988 | Patty Fendick        | Stephanie Rehe         | 6−3, 7−5              |
| 1987 | Katerina Maleeva     | Barbara Gerken         | 6−2, 6−3              |
| 1986 | Helen Kelesi         | Bettina Fulco-Villella | 6−2, 6−2              |
| 1985 | Gabriela Sabatini    | Linda Gates            | 6−3, 6−4              |
| 1984 | Lilian Kelaidis      | Shawn Foltz            | 6−4, 6−2              |
| 1983 | Etsuko Inoue         | Shelley Solomon        | 6−2, 5−7, 6−1         |
| 1982 | Laura Gildemeister   | Pilar Vasquez          | 3−6, 6−4, 6−0         |
| 1981 | Marie Pinterova      | Pam Casale             | 2−6, 6−4, 6−1         |
| 1980 | Mariana Simionescu   | Nerida Gregory         | 6−4, 6−4              |
| 1979 | Betsy Nagelsen       | Naoko Sato             | 6−1, 3−6, 6−3         |

### Dobles masculins
| Any  | Campions                                          | Finalistes                                        | Resultat                                          |
| ---- | ------------------------------------------------- | ------------------------------------------------- | ------------------------------------------------- |
| 2024 | Julian Cash Lloyd Glasspool                       | Ariel Behar Robert Galloway                       | 6−4, 4−6, [12−10]                                 |
| 2023 | Rinky Hijikata Max Purcell                        | Jamie Murray Michael Venus                        | 6−4, 6−1                                          |
| 2022 | Mackenzie McDonald Marcelo Melo                   | Rafael Matos David Vega Hernández                 | 6−4, 3−6, [10−4]                                  |
| 2021 | Torneig suspès a causa de la pandèmia de COVID-19 | Torneig suspès a causa de la pandèmia de COVID-19 | Torneig suspès a causa de la pandèmia de COVID-19 |
| 2020 | Torneig suspès a causa de la pandèmia de COVID-19 | Torneig suspès a causa de la pandèmia de COVID-19 | Torneig suspès a causa de la pandèmia de COVID-19 |
| 2019 | Nicolas Mahut Édouard Roger-Vasselin              | Nikola Mektić Franko Škugor                       | 7−6(7), 6−4                                       |
| 2018 | Ben McLachlan Jan-Lennard Struff                  | Raven Klaasen Michael Venus                       | 6−4, 7−5                                          |
| 2017 | Ben McLachlan Yasutaka Uchiyama                   | Jamie Murray Bruno Soares                         | 6−4, 7−6(1)                                       |
| 2016 | Marcel Granollers Marcin Matkowski                | Raven Klaasen Rajeev Ram                          | 6−2, 7−6(4)                                       |
| 2015 | Raven Klaasen Marcelo Melo                        | Juan Sebastián Cabal Robert Farah Maksoud         | 7−6(5), 3−6, [10−7]                               |
| 2014 | Pierre-Hugues Herbert Michał Przysiężny           | Ivan Dodig Marcelo Melo                           | 6−4, 6−7(3), [10−5]                               |
| 2013 | Rohan Bopanna Édouard Roger-Vasselin              | Jamie Murray John Peers                           | 7−6(5), 6−4                                       |
| 2012 | Alexander Peya Bruno Soares                       | Leander Paes Radek Štěpánek                       | 6−3, 7−6(5)                                       |
| 2011 | Andy Murray Jamie Murray                          | František Čermák Filip Polášek                    | 6−1, 6−4                                          |
| 2010 | Eric Butorac · Jean-Julien Rojer                  | Andreas Seppi Dmitri Tursúnov                     | 6−3, 6−2                                          |
| 2009 | Julian Knowle Jürgen Melzer                       | Ross Hutchins Jordan Kerr                         | 6−2, 5−7, [10−8]                                  |
| 2008 | Mikhaïl Iujni Mischa Zverev                       | Lukáš Dlouhý Leander Paes                         | 6−3, 6−4                                          |
| 2007 | Jordan Kerr Robert Lindstedt                      | Frank Dancevic Stephen Huss                       | 6−4, 6−4                                          |
| 2006 | Ashley Fisher Tripp Phillips                      | Paul Goldstein Jim Thomas                         | 6−2, 7−5                                          |
| 2005 | Satoshi Iwabuchi Takao Suzuki                     | Simon Aspelin Todd Perry                          | 5−4, 5−4                                          |
| 2004 | Jared Palmer Pavel Vízner                         | Jiří Novák Petr Pála                              | 5−1, retirada                                     |
| 2003 | Justin Gimelstob Nicolas Kiefer                   | Scott Humphries Mark Merklein                     | 6−7, 6−3, 7−6                                     |
| 2002 | Jeff Coetzee Chris Haggard                        | Jan−Michael Gambill Graydon Oliver                | 7−6, 6−4                                          |
| 2001 | Rick Leach David Macpherson                       | Paul Hanley Nathan Healey                         | 1−6, 7−6, 7−6                                     |
| 2000 | Mahesh Bhupathi Leander Paes                      | Michael Hill Jeff Tarango                         | 6−4, 6−7, 6−3                                     |
| 1999 | Jeff Tarango Daniel Vacek                         | Wayne Black Brian MacPhie                         | 4−3, retirada                                     |
| 1998 | Sébastien Lareau Daniel Nestor                    | Olivier Delaître Stefano Pescosolido              | 6−3, 6−4                                          |
| 1997 | Martin Damm Daniel Vacek                          | Justin Gimelstob Patrick Rafter                   | 2−6, 6−2, 7−6                                     |
| 1996 | Todd Woodbridge Mark Woodforde                    | Mark Knowles Rick Leach                           | 6−2, 6−3                                          |
| 1995 | Mark Knowles Jonathan Stark                       | John Fitzgerald Anders Järryd                     | 6−3, 3−6, 7−6                                     |
| 1994 | Henrik Holm Anders Järryd                         | Sébastien Lareau Patrick McEnroe                  | 7−5, 6−1                                          |
| 1993 | Ken Flach Rick Leach                              | Glenn Michibata David Pate                        | 2−6, 6−3, 6−4                                     |
| 1992 | Kelly Jones Rick Leach                            | John Fitzgerald Anders Järryd                     | 0−6, 7−5, 6−3                                     |
| 1991 | Stefan Edberg Todd Woodbridge                     | John Fitzgerald Anders Järryd                     | 6−4, 5−7, 6−4                                     |
| 1990 | Mark Kratzmann Wally Masur                        | Kent Kinnear Brad Pearce                          | 3−6, 6−3, 6−4                                     |
| 1989 | Ken Flach Robert Seguso                           | Kevin Curren David Pate                           | 7−6, 7−6                                          |
| 1988 | John Fitzgerald Johan Kriek                       | Steve Denton David Pate                           | 6−4, 6−7, 6−4                                     |
| 1987 | Paul Annacone Kevin Curren                        | Andrés Gómez Anders Järryd                        | 6−4, 7−6                                          |
| 1986 | Matt Anger Ken Flach                              | Jimmy Arias Greg Holmes                           | 6−2, 6−3                                          |
| 1985 | Scott Davis David Pate                            | Sammy Giammalva Jr. Greg Holmes                   | 7−6, 6−7, 6−3                                     |
| 1984 | David Dowlen Nduka Odizor                         | Mark Dickson Steve Meister                        | 6−7, 6−4, 6−3                                     |
| 1983 | Sammy Giammalva Jr. Steve Meister                 | Tim Gullikson Tom Gullikson                       | 6−4, 6−7, 7−6                                     |
| 1982 | Sherwood Stewart Ferdi Taygan                     | Tim Gullikson Tom Gullikson                       | 6−1, 3−6, 7−6                                     |
| 1981 | Heinz Günthardt Balázs Taróczy                    | Larry Stefanki Robert Van't Hof                   | 3−6, 6−2, 6−1                                     |
| 1980 | Ross Case Jaime Fillol                            | Terry Moor Eliot Teltscher                        | 6−3, 3−6, 6−4                                     |
| 1979 | Colin Dibley Pat Du Pré                           | Rod Frawley Francisco González                    | 3−6, 6−1, 6−1                                     |
| 1978 | Ross Case Geoff Masters                           | Željko Franulović Buster Mottram                  | 6−2, 4−6, 6−1                                     |
| 1977 | Geoff Masters Kim Warwick                         | Colin Dibley Chris Kachel                         | 6−2, 7−6                                          |
| 1976 | Bob Carmichael Ken Rosewall                       | Ismail El Shafei Brian Fairlie                    | 6−4, 6−4                                          |
| 1975 | Brian Gottfried Raúl Ramírez                      | Juan Gisbert Manuel Orantes                       | 7−6, 6−4                                          |
| 1974 | Torneig no completat                              | Torneig no completat                              | Torneig no completat                              |
| 1973 | Mal Anderson Ken Rosewall                         | Colin Dibley Allan Stone                          | 7−5, 7−5                                          |

### Dobles femenins
| Any  | Campiones                            | Finalistes                                  | Resultat         |
| ---- | ------------------------------------ | ------------------------------------------- | ---------------- |
| 2008 | Jill Craybas Marina Erakovic         | Ayumi Morita Aiko Nakamura                  | 4−6, 7−5, [10−6] |
| 2007 | Sun Tiantian Yan Zi                  | Chuang Chia-jung Vania King                 | 1−6, 6−2, [10−6] |
| 2006 | Vania King Jelena Kostanić           | Chan Yung-jan Chuang Chia-jung              | 7−6(2), 5−7, 6−2 |
| 2005 | Gisela Dulko Maria Kirilenko         | Shinobu Asagoe María Vento-Kabchi           | 7−5, 4−6, 6−3    |
| 2004 | Shinobu Asagoe Katarina Srebotnik    | Jennifer Hopkins Mashona Washington         | 6−1, 6−4         |
| 2003 | Maria Xaràpova Tamarine Tanasugarn   | Ansley Cargill Ashley Harkleroad            | 7−6(7−1), 6−0    |
| 2002 | Shinobu Asagoe Nana Miyagi           | Svetlana Kuznetsova Arantxa Sánchez Vicario | 6−4, 4−6, 6−4    |
| 2001 | Liezel Huber Rachel McQuillan        | Janet Lee Wynne Prakusya                    | 6−2, 6−0         |
| 2000 | Julie Halard-Decugis Corina Morariu  | Tina Križan Katarina Srebotnik              | 6−1, 6−2         |
| 1999 | Corina Morariu Kimberly Po           | Catherine Barclay Kerry-Anne Guse           | 6−3, 6−2         |
| 1998 | Naoko Kijimuta Nana Miyagi           | Amy Frazier Rika Hiraki                     | 6−3, 4−6, 6−4    |
| 1997 | Alexia Dechaume-Balleret Rika Hiraki | Kerry-Anne Guse Corina Morariu              | 6−4, 6−2         |
| 1996 | Kimiko Date Ai Sugiyama              | Amy Frazier Kimberly Po                     | 7−6, 6−7, 6−3    |
| 1995 | Miho Saeki Yuka Yoshida              | Kyoko Nagatsuka Ai Sugiyama                 | 6−7, 6−4, 7−6    |
| 1994 | Mami Donoshiro Ai Sugiyama           | Yayuk Basuki Nana Miyagi                    | 6−4, 6−1         |
| 1993 | Ei Iida Maya Kidowaki                | Li Fang Kyoko Nagatsuka                     | 6−2, 4−6, 6−4    |
| 1992 | Rika Hiraki Amy Frazier              | Kimiko Date Stephanie Rehe                  | 7−5, 6−7, 6−0    |
| 1991 | Amy Frazier Maya Kidowaki            | Yone Kamio Akiko Kijimuta                   | 6−2, 6−4         |
| 1990 | Kathy Jordan Elizabeth Smylie        | Hu Na Michelle Jaggard                      | 6−0, 3−6, 6−1    |